# Провулок Ціолковського (Київ)
Прову́лок Ціолко́вського — провулок у Голосіївському районі міста Києва, місцевість Цимбалів яр. Пролягає від вулиці Ціолковського до Малокитаївської вулиці.

## Історія
Провулок виник в середині XX століття і разом з вулицею Ціолковського складав 250-ту Нову вулицю. Сучасна назва на честь російського вченого Костянтина Ціолковського — з 1953 року.
До провулку не приписано жодного будинку.